# 宇文充
宇文充（？—581年），字乾仁。周武帝宇文邕的第五子，母亲冯姬。
建德六年十一月壬申（577年11月28日），宇文充封为道王。581年，杨坚辅政，篡位建立隋朝。不久与其兄弟宇文允、宇文兑、宇文元等为隋文帝所害，国除。

## 资料来源
- 《周書》
- 《北史》

1. ↑  《周書·武帝紀下》：壬申，封皇子充為道王，兌為蔡王。